# كين ريد (صحفي)
كين ريد (بالإنجليزية: Ken Reid)‏ هو صحفي بريطاني، ولد في 23 يونيو 1955.